# حفيظ قسيس
حفيظ قسيس (1945) هو فنان تشكيلي فلسطيني من مواليد بلدة بيت ساحور، قرب بيت لحم. رغم شهرته كفنّان يشكل الزجاج المعشَّق والفسيفساء، مع خبرته في ترميم الأعمال الفنية، فقد كان رسّاماً بالزيت والماء وله معارض في مجال التصوير الفني. قام بترميم العديد من المواقع المهمة كالكنائس والقصور القديمة في فلسطين وخارجها.

## الحياة المهنية
حصل على شهادة الدراسة الثانوية العامة / توجيهي علمي من مدرسة بيت لحم الثانوية 1965. ثمَّ ماجستير الفنون الجميلة من أكاديمية استانبول للفنون الجميلة – تركيا، 1972. عمل بعد التخرج مباشرة ، أستـاذاً في معهد الموسيقى والفنون الجميلة التابع لوزارة الثقافة / عمان ، وقام بتدريس الرسم وتاريخ الفن وتكنولوجيا المواد الفنية. في عام 1974 عمل في الجامعة الأردنية بوظيفة مشرف فني ، ودرَّب الطلبة في مجال الفنون الجميلة ، وأشرف على نشاطات الطلبة الموسيقية والمسرحية في جميع كليات الجامعة. في عام 1975 ، أسّس تخصص التربية الفنية في كلية الآداب والعلوم ، وقام بتدريس هذا التخصص لمدة عام. عمل في وزارة الثقافة الأردنية بين عامي ( 1976 – 1985 ) رئيساً لقسم المعارض الفنية في الوزارة، ورئيساً لقسم الفنون الجميلة في معهد الموسيقى والفنون الجميلة، ومديراً لمعهد الموسيقى والفنون الجميلة التابع لوزارة الثقافة. عام 1980 انتخب رئيساً لرابطة الفنانين التشكيليين في الأردن ، وكان أحد المؤسسين لهذه الرابطة. في عام 1981 التحق بدورة عليا في الفسيفساء بأكاديمية رافينا Ravenna للفنون الجميلة في إيطاليا.

## أعماله
كتبَ دراسات خاصة وأبحاثاً في مجال الترميم والمحافظة على الأعمال الفنية والمتاحف. أقام سبع معارض شخصية في الأردن وفلسطين واستانبول ، وشارك في العديد من المعارض الجماعية في الأردن والخارج . ونفّذ العديد من الجداريات والمشاريع الفنية بالرسم الجداري ، الفسيفساء والزجاج المعشق.
هناك جهات عديدة لديها مقتنيات من أعماله الفنية ، ومنها القصور الملكية الأردنية ، المتحف الوطني الأردني ، متحف قطر الوطني ، وزارة الثقافة السورية ، ومقتنيات خاصة تتوزع في كل من الأردن ، الولايات المتحدة ، ألمانيا ، النمسا ، قبرص ، لبنان ، وغيرها ... .
- في عام 1985 قام وبتكليف من حراسة الأراضي المقدسة بترميم شامل وإعادة رسومات وزخارف ، وجميع الأعمال الفنية في كاتدرائية دير المخلص في القدس بِمناسبة مرور مائة عام على تشييدها ، وبعد إنجاز هذا العمل بنجاح وتميز وبمدّة قياسية تمّ اعتماده من قِبَل حراسة الأراضي المقدسة : ( المرمم الفني لجميع كنائِس الآباء الفرنسيسكان ). في عام 1986-1987 ، أشرف على جميع أعمال الديكور والتصاميم الفنية ونفّذ الجداريات وأعمال الفسيفساء والزجاج المعشق في كنيسة تراسانطة / عمّان . في عام 1987 قام بترميم جميع اللوحات الفنية في قصر زهران/ القصور الملكية الأردنية . في عام 1987 رمَّم جميع الأعمال الفنية في كنيسة اللاتين بالسلط/ الأردن. في عام 1988 رمَّم كنيسة سانتا ماريا في لارنكا / قبرص. وفي العام نفسه شارك مع فريق إيطالي في ترميم رسومات وزخارف جدارية في قصر رغدان ، الديوان الملكي ، القصور الملكية في الأردن . وقد شارك في عمل مناهج الفنون الجميلة في جامعة القدس المفتوحة . واختير لتطوير معهد الموسيقى والفنون الجميلة وتحويله إلى كلية للفنون ، وعمل لمدة عام حيث أنجز مع آخرين دراسة شاملة للنظام الداخلي والمناهج ، لتدريس الفنون التشكيلية والموسيقى والمسرح .
- من عام 1985 وحتى الآن قام بترميم شامل للكنائِس التالية :

1. كنيسة دير المخلص / القدس .
2. كنيسة مار يوسف / جبل عمان – الأردن .
3. كنيسة الجثمانية / القدس .
4. كنيسة سانتا ماريا / قبرص .
5. كنيسة اللاتين / السلط .
6. زجاج معشَّق لكنيسة المهد – بيت لحم .
7. فسيفساء في كنيسة القيامة – القدس .
8. جداريات فريسكو – مغارة الجسمانية GROTTA .
9. كنيسة حبس المسيح – المرحلة الثانية – طريق الآلام – القدس .
10. طريق الآلام – المرحلة الخامسة – القدس .
11. كنيسة الراهبات – لارنكا / قبرص .

وهو المرمم الفني المعتمد لدى الجمعية الملكية للفنون الجميلة- المتحف الوطني/ عمَّان.  وقد تمّ اختياره من قبل الخارجية الإيطالية والسفارة الإيطالية في عمان ، ووزارة السياحة الأردنية ليكون أول مديرٍ لمدرسة فسيفساء مادبا، وشارك في التأسيس وقام بتدريب أول فريق من المدرسين لمدة أربعة أشهر قبل مواصلة تدريبهم في إيطاليا. وشارك في العديد من الندوات والمؤتمرات الفنية ، وقدّم أوراق عمل في مجال تخصصه ومنها :
- أسبوع الفن التشكيلي الأردني الأول والثاني .
- بينالي الكويت للفنون التشكيلية .
- بينالي بغداد للفنون التشكيلية .
- ندوة وورشة عمل حول الطرق والأساليب للمحافظة على الأعمال الفنية في المتاحف / الجمعية الملكية للفنون الجميلة / المتحف الوطني الأردني.[2]